# Orboești
Orboești – wieś w Rumunii, w okręgu Jałomica, w gminie Andrășești. W 2011 roku liczyła 383 mieszkańców.